# Алипранд (герцог Асти)
Алипранд (лат. Aliprandus, итал. Aliprando; умер не ранее 744) — последний известный лангобардский герцог Асти (с 744 года).

## Биография
О правителях Астийского герцогства после владевшего им в 688—702 годах Анспранда сохранилось очень мало сведений. В средневековых хрониках сообщается о ещё четырёх правителях Асти лангобардского периода: Теодоне, Ансульфе, Имберге и Алипранде. Однако первые три из них не упоминаются в современных им исторических источниках, поэтому насколько приводимые о этих персонах сведения достоверны, неизвестно.
Согласно созданным в Асти хроникам, Алипранд был приближённым Ратхиса. После того как тот в 744 году стал правителем Лангобардского королевства, он передал Алипранду Астийское герцогство. Предыдущим правителем этих земель была герцогиня Имберга, умершая незадолго до смерти своего брата Лиутпранда. Сохранилось несколько документов, в которых Алипранд упоминался как благотворитель Астийской епархии.
Алипранд — последний известный лангобардский правитель Асти. После завоевания в 774 году Лангобардского королевства Карлом Великим Астийское герцогство было ликвидировано, и вместо него образовано одноимённое графство, первым известным правителем которого был Эрик Фриульский.